# 七姓民

贵州省的位置

七姓民是中国贵州省西部一支未被正式歸類的民族。他们目前被中国政府归为白族。七姓民操彝语支的罗苴语，据贵州省民族志(2002:692)，1982年这种语言在东部七姓民人群中有约700名使用者。

## 名称
七姓民因为有张、苏、李、赵、许、钱、杨七个姓而得名。在贵州他们也被称作：
- 白尼
- 僰人
- 罗苴
- 卓罗苴
- 白子
- 民家

在云南东北的昭通市，还有一个当地汉族称作白儿子、当地苗族称作母斗的民族。
七姓民一般被认定为彝族。贵州省极西端的彝族被分成5组，即黑彝、红彝、白彝、青彝和罗苴(七姓民的传统称呼)。

## 分布
七姓民分布在下列村庄。据贵州民族志，几个世纪前七姓民主要生活在威宁县草海。
- 威宁彝族回族苗族自治县 (截至1982年有1,500人)：瓜拉、抱都、金水、炉山、夸都、结里、开嘎、梅花、草坪、龙场、秀水、迤那、麻窝、羊街、蛇街、严家、松林、金海、小海、三道河、盐仓、四甫、幺店、城关。草海镇半凉山地区亦有少量分布(威宁彝族回族苗族自治县年鉴 1994:114)。也可能在宁下乡和响水村有分布。
- 赫章县(截至1982年有407人)：乌蒙山脉各摩野山青山和新发。

同样，赫章县的“南京人”被当地彝族称作“阿武吐”(赫章县年鉴 2001)。
下列姓氏的七姓民分别分布在(贵州省志 2002:690)：
- 张: 蛇街、羊街，结里、三道河、幺店、金钟、金海
- 苏: 小海、严家
- 李: 蛇街、金海、金钟
- 赵: 蛇街，抱都

## 语言
七姓民使用罗苴语。这种语言和当地的纳苏语有亲缘关系，它是威宁彝族回族苗族自治县西部和东部彝语方言的複合型態(Weining 1997:328)。
另外，七姓民還可能曾使用过白语支的语言。